# Andrena barbareae
Andrena barbareae là một loài Hymenoptera trong họ Andrenidae. Loài này được Panzer mô tả khoa học năm 1805.